# 内蒙古货币 (1945年-1951年)
内蒙古解放区货币，指1945年二战日本战败投降到1949年中华人民共和国成立期间，内蒙古地区发行流通的货币。

## 大事记
- 1945年
  - 8月8日，日本战败投降
  - 9月1日，东蒙地方流通券印刷厂成立
  - 9月20日，苏联红军司令部发行的红军票开始在东北地区流通
  - 10月，开始发行由东蒙地方流通券印刷厂印制的兴安总省政府暂行流通券
- 1946年
  - 1月16日，东蒙古人民自治政府成立
  - 3月1日，东蒙银行以东蒙地方流通券印刷厂为基础成立
  - 3月15日，东蒙银行开始印发东蒙古人民自治政府暂行流通券
  - 5月25日，东蒙古自治政府改为兴安省政府
  - 7月20日，发行兴安省政府暂行流通券
  - 8月13日，宣布兴安省下各旗县金融机关停用红军司令部券，
  - 9月，开始发行东蒙银行东蒙各旗县公私款通用券
  - 10月，发行兴安省政府东蒙各旗县地方流通券
  - 11月底，宣布公私交易等仅限于东蒙古政府发行的流通券，其他货币一律须兑换使用，仅保留部分小面额的作辅助货币
- 1947年
  - 1月，彻底废止使用伪满币
  - 5月1日，内蒙古自治区人民政府正式宣告成立
  - 6月1日，东蒙银行改为内蒙银行，发行内蒙银行内蒙各旗县公私款通用流通券，即蒙币或称旧蒙币
- 1948年
  - 6月1日，停止内蒙银行业务，组建内蒙古人民银行，随即发行内蒙古人民银行内蒙旗县公私通用券，即新蒙币，同时收兑各种旧杂币：其中旧蒙币按八折，其他按五折，内蒙古地区货币统一
- 1951年
  - 4月1日，内蒙古人民银行改组为中国人民银行内蒙古自治区分行，正式成为中国人民银行的分支机构。同时，第一套人民币开始在内蒙古地区发行，收兑内蒙古人民银行发行的新蒙币，兑换币值为1：9.5，收兑至1952年5月底截止。内蒙地区相对独立的货币制度和银行体系步入历史。

## 历史

### 二战结束前后
日本战败前，内蒙古地区大部分被日伪政权所占据，东、西分别由割日本扶植的两个傀儡政权——满洲国和蒙疆政府统治。战后内蒙各地产生由苏联红军扶植的自治政府，而后又合并到中共政权，同时国民政府方面也积极派遣人员接收，但当地市场依旧非常混乱，伪政府发行的货币，日本货币、朝鲜货币等外国货币，苏联红军票，附近中共控制的其他边区的纸币，国民政府发行的货币以及自治政府发行的货币等十余种货币充斥市场，混杂流通。

### 流通券印刷厂时期
1945年9月1日，兴安省政府在接收满洲中央银行兴安支店、兴农金库兴安支库等伪政府金融机构财产的基础上成立了东蒙地方流通券印刷厂。同年10月印制“兴安总省政府暂行流通券”，面值有5元、10元和100元三种，主要流通于东蒙地区。到1945年底共发行400万元。1948年6月以后，由内蒙古人民银行以新蒙币以1:2的比例兑收。
| 面值  | 年份 | 图案     | 颜色      | 票副/mm | 票样 | 发行量 | 备注 |
| ----- | ---- | -------- | --------- | ------- | ---- | ------ | ---- |
| 5元   | 1945 | 额       | 青        | 60×116  | 票样 |        |      |
| 10元  | 1945 | 额、马群 | 青绿/青蓝 | 64×117  | 票样 |        |      |
| 100元 | 1945 | 牧马     | 黄/灰     | 90×160  | 票样 |        |      |

### 东蒙银行时期
1946年1月16日，东蒙人民代表大会在王爷庙召开，决定成立东蒙古自治政府。自治政府同月19日发表的《东蒙古人民自治政府施政纪要》中规定成立东蒙古银行。3月1日，东蒙银行在东蒙流通券印刷厂的基础上成立，直属于自治政府财政经济部。随即3月15日开始，东蒙银行印发“东蒙古人民自治政府暂行流通券”，共50元和100元两种面值，主要流通于东蒙地区。到7月12日，该券共发行1600万元。
| 面值  | 年份 | 图案         | 颜色    | 票副/mm | 票样 | 发行量   | 备注 |
| ----- | ---- | ------------ | ------- | ------- | ---- | -------- | ---- |
| 50元  | 1946 | 蒙徽、楼、额 | 蓝灰/绿 | 78×136  |      | 400万元  |      |
| 100元 | 1946 | 蒙徽、楼、额 | 蓝/绿   | 85×152  |      | 1200万元 |      |

为取得国民政府承认，适应“国共谈判”达成的“双十”协定，1946年5月25日，东蒙主动将国府不承认的“东蒙古自治政府”改为受国府承认的“兴安省政府”。7月20日，兴安省政府发行“兴安省政府暂行流通券”，面值有5元、10元、50元和100元四种，其中100元有三种不同的版式。
| 面值  | 年份 | 图案     | 颜色    | 票副/mm | 票样 | 发行量 | 备注 |
| ----- | ---- | -------- | ------- | ------- | ---- | ------ | ---- |
| 5元   | 1946 | 蒙徽、额 | 蓝/黑褐 | 53×108  |      |        |      |
| 10元  | 1946 | 蒙徽、额 | 紫/蓝   | 59×120  |      |        |      |
| 50元  | 1946 | 蒙徽、额 | 红棕/绿 | 70×136  |      |        |      |
| 100元 | 1946 | 蒙徽、额 | 棕/蓝   | 72×145  |      |        |      |
| 100元 | 1946 | 蒙徽、额 | 赭/蓝   | 72×145  |      |        |      |
| 100元 | 1947 | 牧民、额 | 黑绿/棕 | 73×143  |      |        |      |

1946年10月，兴安省政府发行“兴安省政府东蒙各旗县地方流通券”，面值有5元、10元、50元和100元四种。以5元为例，正面为棕色，背面为蓝色，正面图案包括汉字面额、“中华民国三十五年”纪年、“东蒙各旗县”、“地方流通券”、骆驼图案、蒙文、编号及经理官印等，背面图案包括“兴安省政府”、“1946”纪年、面额及牧民图案等。兴安省政府暂行流通券与兴安省政府东蒙各旗县地方流通券合计发行金额32,936万元。
| 面值  | 年份 | 图案 | 颜色      | 票副/mm | 票样 | 发行量 | 备注 |
| ----- | ---- | ---- | --------- | ------- | ---- | ------ | ---- |
| 5元   | 1946 | 额   | 棕/蓝     | 63×113  |      |        |      |
| 10元  | 1946 | 额   | 蓝/橘红   | 58×116  |      |        |      |
| 50元  | 1946 | 额   | 蓝黑/橘红 | 72×145  |      |        |      |
| 100元 | 1946 | 额   | 棕/深蓝   | 70×153  |      |        |      |

1946年9月，东蒙银行开始发行“东蒙银行东蒙各旗县公私款通用券”，面值有50和100两种，其中100元有两种版式。发行金额26,323万元。
| 面值  | 年份 | 图案 | 颜色      | 票副/mm | 票样 | 发行量 | 备注 |
| ----- | ---- | ---- | --------- | ------- | ---- | ------ | ---- |
| 50元  | 1946 |      | 赭紫/绿蓝 | 60×138  |      |        |      |
| 100元 | 1946 |      | 黄绿/红棕 | 74×145  |      |        |      |
| 100元 | 1947 |      | 蓝灰/棕绿 | 66×135  |      |        |      |

### 内蒙古银行时期
1947年5月1日，内蒙古自治区人民政府成立，《内蒙古自治政府施政纲领》第十一条规定：“建立内蒙古银行，发行货币。”1947年6月1日，东蒙银行改组为内蒙古银行。内蒙古银行成立后即发行 “内蒙古各旗县公私款通用地方流通券”。
内蒙古各旗县公私款通用地方流通券，通称“内蒙币”，为与之后的“内蒙古人民银行内蒙旗县公私通用币”区分，也称“旧蒙币”或“旧内蒙币”。票面金额分为100元、200元和500元三种。1947年5月至1948年5月末，内蒙古银行共发行内蒙币约154.88万元。

### 内蒙古人民银行时期
1948年6月1日，内蒙古银行改为内蒙古人民银行，成立后随即开始发行“内蒙古人民银行内蒙旗县公私通用券”，即“新蒙币”，同时收兑之前由内蒙古银行、东蒙银行及兴安省政府等所发行的各种旧币，之后有几次区划调整，在新划入内蒙的地区也设立内蒙古人民银行，发行新蒙币，使内蒙古地区货币逐步走向统一。
1951年4月1日，内蒙古人民银行改组为中国人民银行内蒙古自治区分行，正式成为中国人民银行的分支机构。同时，第一套人民币开始在内蒙古地区发行，收兑内蒙古人民银行发行的新蒙币，兑换币值为1:9.5，收兑至1952年5月底截止，共兑回内蒙币73,033,181万元，折合人民币76,877,032,284元，占内蒙古人民银行地方流通券流通量的98％。这标志着内蒙古带有地方性特点的相对独立的货币制度和银行体系完成了它的历史使命，内蒙古跨入了全国统一货币和金融体系的行列。